# Sheriff of Bullet Valley
A Sheriff of Bullet Valley Carl Barks író és rajzoló 1948-ban megjelent képregénye Donald kacsa főszereplésével. A történet a Dell Comics Four Color című sorozatának 199. számában jelent meg először, melyben Donald marhatolvajokat próbál a törvény kezére juttatni. Barks művében a kor hollywoodi western filmjeit parodizálja, valamint a cselekményen és szereplőin keresztül arra is utalásokat tesz, ahogyan a modern kor és a média megváltoztatja a hagyományos értékeket, valamint torzítja az azokról kialakított képet.

## A történet megszületése és szatirikus elemei
A Western Publishing, a Dell Publishing partnercége 1948. március 16-án vette át a harminckét oldalas Sheriff of Bullet Valleyt, melyet a kor B-kategóriás western filmjei ihlettek. Carl Barks nagy rajongója volt Clarence E. Mulford Hopalong Cassidy-történeteinek. A szereplő kalandjait feldolgozó első, 1935-ben bemutatott film, a Hop-a-long Cassidy szolgált a Sheriff of Bullet Valley cselekményének és fő gonosztevőjének alapjául. A történetben Donald folyamatosan olyan filmek jeleneteit idézi fel, amik éppen aktuális helyzetére emlékeztetik. Az egyik ilyen film főhősének a neve, a Stumpalong Hoppity, csakúgy mint Donald cowboy-kalapja, egyértelmű utalás Mulford szereplőjére. Barks ezen történetében számos olyan humorosan abszurd név található, mint például a Rimfire Remington, Sagebrush Savage, Trigger Trueshot és hasonlók, melyek az 1940-es években kezdtek jellemzővé válni műveiben. Barks a történetben a klasszikus westernek heves harcjeleneteit is kifigurázza, melyekben a szereplők egész pisztolytárakat ürítenek ki egymásra, de gyakran egyikük sem sérül, vagy hal meg. A kedvelt témáját feldolgozó történetben Barks egy róla készült karikatúrát is elhelyezett, egy körözési plakát formájában. Az író nyilatkozata szerint az ötletet a Disney stúdiókban töltött évei adták, ahol a rajzolók gyakran készítettek munkatársaikról humoros gúnyrajzokat. Barks egy ilyen önmagáról készült rajzot másolt a képregénybe, melyen hatalmas orral látható. A körözőplakát a történet utolsó oldalának harmadik paneljén található.

## A cselekmény
|  | Alább a cselekmény részletei következnek! |

Donald és unokaöccsei, Tiki, Niki és Viki nyugaton autóznak. Egy kisváros, Bullet Valley határában felfigyelnek egy körözési plakátra, ami kétezer dollár jutalmat ígér a helybeli marhatolvajok kézre kerítéséért. Donald elhatározza, hogy megszerzi a pénzt. Szóba elegyedik a város seriffjével, aki némi habozás után ugyan, de kinevezi őt helyettesévé.
Donald első útja a Dupla X-ranch felé vezet. Útközben találkozik az igencsak barátságtalan Blacksnake McQuirttel, a ranch tulajdonosával, aki megfosztja Donaldot a sherifftől kapott lovától, mondván az állat az ő billogját viseli. Donald az eset után a sheriffre kezd gyanakodni, hogy ő maga a marhatolvaj. A város felé éppen útba esik neki a Diamond-ranch, így úgy gondolja ott is körülnéz. A ranch tulajdonosa, Jim Diamond elmondja, hogy McQuirt mostanában mindenkinél az ő billogjával megjelölt marhákat fedez fel. A beszélgetést McQuirt és embereinek érkezése szakítja meg, akik át akarják vizsgálni Diamond csordáját. Az öreg farmer meglepetésére mind a háromszáz állatán McQuirt dupla x-billogja látható. Diamond értetlenül áll az eset előtt, hiszen mindegyik marhát maga nevelte fel. Mikor a férfi elmondja Donaldnak, hogy a tolvajok elől további háromszáz marhát rejtett a ranch mögötti völgybe, Donald rá is gyanakodni kezd. Elmélete szerint Diamond azért terelte a völgybe az állatait, hogy a tolvajlásból származó jószágtöbblete ne tűnjön fel senkinek. Donald ezért megkötözi Diamondot és elindul McQuirthez, hogy megossza vele elméletét.
Eközben Tiki, Niki és Viki, akiket Donald a városban hagyott, maguk is a marhatolvajok felkutatására indulnak. Donald ismételt találkozása McQuirttel hasonlóképpen zajlik, mint az előző. Miután Donald elmondja, hogy Diamond háromszáz marhát rejteget, McQuirt ismét a saját billogját fedezi fel Donald lován, melyet Diamondtól vett kölcsön, és azt is elkobozza. Tiki, Niki és Viki útja a Diamond-ranch-re vezet, ahol megtalálják a bácsikájuk által megkötözött tulajdonost. Kisvártatva McQuirt is megérkezik, hogy elhajtsa a marhákat. Tiki, Niki, Viki és Diamond a hegyről figyelik az eseményeket. A marhákon, amiken korábban Diamond jele volt, a korábbi esethez hasonlóan ismét McQuirt dupla x-billogja látható. Az eset előtt értetlenül állnak, mivel ennyi állatot pillanatok alatt képtelenség átbillogozni. Diamond a sheriffhez indul, Tiki, Niki és Viki pedig a hegyen egy különös jármű nyomait fedezik fel, amik egyenesen a Dupla X-ranch felé vezetnek. A birtokon a fiúk több ezer állatot számláló csordát, valamint a különös nyomokat hátrahagyó szerkezetet, egy átalakított terepjárót fedeznek fel. Tiki, Niki és Viki ellopják a terepjárót, majd pedig leleplezik a seriff előtt a marhatolvajlás rejtélyét. McQuirt a terepjáró tetejére szerelt sugárantennával nagy távolságból is képes volt beleégetni billogját az állatokba.
Donald, aki a város felé menet útközben elszenderedett, arra ébred, hogy sheriff csapdát állít McQuirtnek. Mivel átaludta az eseményeket és nem tud unokaöccsei felfedezéséről sem, leleplezi a csapdát McQuirt előtt, akinek sikerül elmenekülnie és elsáncolni magát a közeli badlandben. Aznap este, miután Donald tudomást szerez tévedéséről, egymaga indul McQuirt felkutatására, hogy helyrehozza hibáját. Másnap többszöri összecsapás és pisztolypárbaj után sikerül neki elfognia és az igazságszolgáltatás kezére juttatnia McQuirt. A sheriff lenyűgözve Donald ügyességétől, utódjául nevezi ki őt.
|  | Itt a vége a cselekmény részletezésének! |

## Donald ábrázolása a történetben és mű egyéb motívumai
A Sheriff of Bullet Valley Barks egyik legsikeresebb médiaparódiája, melyben kora westernfilmjeit figurázza ki. Az első panelek nosztalgikus hangulatot keltenek a vadnyugat letűnt kora után. Ezt az elképzelést Tom Andrae véleménye szerint legjobban az egyik panelen látható, a földön heverő pókhálós revolver jeleníti meg. Bár a hatlövetűt már jó ideje senki sem használta, de azok a vadnyugati értékek és erkölcsök, amelyeket képvisel, még léteznek, és bármikor feltámadhatnak. A western filmek hagyományait követve a Sheriff of bullet Valley is a mítosz és valóság keveréke. Barks egy bizonytalan időkeretbe helyezte történetének cselekményét, ezzel keltve azt a hatást, hogy az egyszerre játszódik a vadnyugat letűnt hőskorában és a modern jelenben. Andrae véleménye szerint a Sheriff of Bullet Valley világa emellett a második világháború utáni Amerika allegóriájaként is értelmezhető. A média, a vállalatóriások és a fogyasztói társadalom az ország vidéki, régi életformát őrző területeit is egyre inkább beolvasztják a modern világba.
A történet főhőse, Donald, ennek a társadalomnak egy hétköznapi, moziba járó polgárának szerepében jelenik meg. Felfogását akaratlanul is a hollywoodi westernek sztereotip motívumai és elemei formálták, melyek hatására már nem tudja elválasztani a fantáziát a valóságtól. Folyamatosan az általa látott filmek jeleneteit idézi, olyan átéléssel, hogy saját magán kívül még Bullet Valley seriffjét is sikerül meggyőznie rátermettségéről. Barks azonban szatirikus módon folyamatosan emlékezteti az olvasót a westernek idealizált világa és a valóság közötti különbségre. Donald megpróbál filmhősei nyomdokaiba lépni, de mindannyiszor elbukik, és egyre nagyobb bolondot csinál magából. A Sheriff of Bullet Valleyben azonban Barks korábbi műveit általánosan jellemző „megmentési”-történetelem, melyben Donaldot unokaöccseinek kell kisegítenie, már csak felszínesen jelenik meg. Donald ezúttal a maga erejéből, Tiki, Niki és Viki segítsége nélkül képes valódi hőssé válni. Mikor McQuirt üldözése közben felhagy a westernek kitalált hőseinek kényszeres utánzásával, képessé válik a maga módján győzelmet aratni és elfogni a marhatolvaj gonosztevőt. Tettéért elnyeri jutalmát, a sheriff őt teszi meg utódjául. Donald effajta önálló helytállása főképpen a kései 1940-es évek átmeneti időszakában voltak jellemzőek Barks műveire. Donald győzelme azonban nem lehet teljes és maradandó. A Sheriff of Bullet Valley történetének végén ironikus módon a valóságból ismét visszasüllyed a Hollywood által kínált illúziók világába. Mikor a városnak ismét Donald segítségére lenne szüksége, kiderül, hogy éppen moziban van. Donald személyisége Andrae véleménye szerint az addig megjelent történetek közül a Sheriff of Bullet Valleyben érte el legkidolgozottabb állapotát, mely kettős képet mutat: Donald egyszerre filmrajongó és westernhős, akinek felül kell emelkednie saját korlátain.
Míg Donald a történetben a média áldozataként jelenik meg, addig annak gonosztevője, Blacksnake McQuirt a modernizáció erőszakos, elnyomó hatásainak megtestesülése. A marhatolvaj és emberei revolverek helyett automata és félautomata fegyvereket, gránátot és adóvevőket hordanak, az állatokat pedig egy terepjáróba épített futurisztikus sugárantennával billogozzák meg. McQuirt szervezett embereivel, modern felszerelésével és erőszakos magatartásával szemben a vidéki kisváros védtelen és kiszolgáltatott.
Andrae véleménye szerint a történet a letűnt vadnyugat értékeit megtestesítő cowboyok erényeit egyéniségükben véli felfedezni, nem pedig a westernek által bemutatott „magányos férfi”, vagy a „mindenható hős” szerepükben. A Sheriff of Bullet Valley sugallata szerint a cowboyok annak ellenére is egy értékes erkölcsi magatartást képviselnek, hogy média eltorzította az emléküket. Ehhez azonban a rajongóknak a passzív befogadás helyett tudatosan és ötletesen újra kell értelmezniük a mozifilmek által felkínált képet.

## További információ
- Sheriff of Bullet Valley (angol nyelven). INDUCKS COA. inducks.org